# Myzus persicae
El pulgón del melocotonero (Myzus persicae), también conocido como pulgón verde del melocotonero o piojo del melocotonero (aunque nada tiene que ver con los piojos) es una especie de homóptero de la familia Aphididae ampliamente distribuida por todo el mundo, propagándose fácilmente, ya sea por acción humana (a través del transporte de especies vegetales) o por el viento, consiguiendo de este modo desplazarse grandes distancias. Por consiguiente, es una especie invasora. Constituye una seria plaga en la fruticultura, por los daños directos que provoca y por su capacidad para transmitir virus entre las plantas.

## Ciclo biológico
Si durante el año consigue encontrar plantas hospedantes, no necesita recurrir a la reproducción sexual o la puesta de huevos; por consiguiente es vivípara. Si no encuentra alimento, los huevos son puestos por las formas ovíparas en plantas del género Prunus. Al inicio de la primavera, las ninfas se alimentan de savia extraída de las flores, hojas y brotes. En el verano se suelen dispersar a otros cultivos o plantas.
Los huevos tienen una coloración verde o amarilla, volviéndose rápidamente negros. De forma elíptica, miden cerca de 0,6 mm largo y 0,3 mm de ancho. Las formas aladas, con grandes alas traslúcidas, que generalmente aparecen unas ocho generaciones después del nacimiento de las primeras hembras virginíparas tienen la cabeza y el tórax negros, com el abdomen verde-amarillento y una gran mancha dorsal. Colonizan, durante la época favorable casi todas las especies de plantas a su alcance, dando origen a que algunas hembras pasen de una planta a otra, de ahí su gran capacidad como vectores de virosis. Las forma ápteras que se desarrollan en los huéspedes secundarios suelen ser de coloración verdosa o amarillenta, con los sifones moderadamente largos y del mismo color que el cuerpo. Las ninfas que dan origen a las hembras aladas (que aparecen cuando baja la cantidad o calidad del alimento disponible) pueden tener el cuerpo rosado.
También se alimenta de muchas otras plantas de una variedad de familias como Solanaceae, Brassicaceae, Amaranthaceae y otras.

## Enemigos naturales
Entre los enemigos naturales de Myzuss persicae se pueden encontrar predadores y parasitoides, entre ellos encontramos escarabajos tales como las mariquitas Adalia bipunctata, Coccinella septempunctata y Coccinella decempunctata. Antocóridos como Orius y Anthocoris. Neurópteros como Chrysopa y Chrysoperla. Sírfidos como Syrphus, Scaeva y Episyrphus. Cecidómidos como Aphidoletes y afidinos como Lysiphlebus.